# Sibby, Sund
Sibby är en by i Sunds kommun på Åland med 17 invånare (2023). Den gränsar i väster till byn Strömbolstad, i öster till byn Mångstekta, i söder till sjön Östra Kyrksundet och i norr till Skärgårdshavet.
Merparten av bebyggelsen och jordbruksmarken ligger i söder invid Östra Kyrksundet medan de norra delarna mestadels består av berg och skog samt en stor mosse, kallad Stormyran. Tre små insjöar, Storträsket, Lillträsket och Potten, ligger på gränsen mellan Sibby och Strömbolstad och är delade mellan byarna.
Sibby hörde till Sunds församling fram till 1985, därefter till Sund-Vårdö församling och ingår sedan 2022 i Norra Ålands församling.

## Historia
Sibby är urby i ett tämligen stort område i nordöstra Sund. Den sannolika utvecklingen är att någon utflyttare från Sibby har anlagt ett nybygge i Mångstekta, varefter den gamla byn delades genom en rågång i nordsydlig riktning i två ungefär lika stora delar, Sibby och Mångstekta. Senare anlades nybyggen i Strömbolstad och Hulta, som med tiden avsöndrades till egna byar. På så vis har urbyn Sibby successivt krymt till dagens gränser.

### Två byar Sibby
Det fanns i äldre tid, fram till mitten av 1500-talet, två byar i Sund som hette Sibby, dels nuvarande Sibby i östra delen av socknen och dels ett Sibby i närheten av Kastelholms slott i västra delen. Problemet är att det i äldre handlingar inte alltid framgår vilket Sibby som avses. Exempelvis upprättades den 21 september 1328 ett dokument som visar att fogden på Åland, Nils Månsson, hade gett ett halvt bol i Sibby till Heliga Jungfruns kyrka i Åbo samt biskop Bengt och dennes efterträdare i enlighet med landskapets lagar. Och ett par år senare, den 29 juli 1330, figurerar samma släkt i ett annat dokument angående Sibby. En Margareta i Dalkarby i Jomala socken, änka efter Måns, kallad Byskalle, och hennes söner Nikolaus och Sigurd sålde åt biskop Bengt i Åbo för 60 mark ett åttingsbol i Sibby med alla boningshus. Men vilket Sibby detta avser vet vi inte. Det visste inte ens kung Gustav I:s (Vasa) nitiske sekreterare Rasmus Ludvigsson, som i mitten av 1500-talet upprättade ett register över Åbo domkyrkas gods. När han kom till de två breven som rörde Sibby, redan då över tvåhundra år gamla, skrev han: ”Och är på Åland två Sibby, östre och westre, i östre Sibby är 4 bönder och i westre Sibby 3 bönder, så att man icke wett huilket Sibby vnder Åbo Domkyrckie legat haffuer, och wett Jöns Jönsson i östersibby lendzman göre ther besked om”. Om länsmannen någonsin lyckades reda ut saken åt den kunglige sekreterare framgår inte.
Bynamnet Sibby är sammansatt av personnamnet Sibbe, en kortform av Sigbjörn, samt ordet by i betydelsen ’gård’ eller ’nybygge’. Både namnet Sigbjörn och kortformen Sibbe är belagda i medeltida urkunder från Åland.

### Äldsta säkra omnämnandet 1431
Sibby i östra Sund omtalas med säkerhet första gången i ett dokument daterat i Sibby den 20 oktober 1431 i samband med ett jordbyte. Delägarna i ön Hästholmen under Sibby – Per Storkersson, Nils Storkersson, Anders Röriksson, Magnus Andersson med flera – bytte bort holmen och fick i gengäld av Henrik Gorieshagen jord i Sibby och i Björnsåker.

### 1500-talet och senare
I 1530-talet skatteböcker omtalas fyra, fem och sex bönder i Sibby, så hur många gårdar som fanns i byn vid den tiden är oklart. På 1550-talet, när läget har klarnat, fanns fyra gårdar, tre större och en mindre. Den mindre gården blev öde i början på 1600-talet och köptes av en bonde i grannbyn Strömbolstad, vilket framgår av 1661 års jordebok. Detta köp förklarar att byn Strömbolstad fortfarande har en del strödda ägor inne på Sibbys område.
Också längre fram i tiden, på 1700- och 1800-talen, fanns tre hemman i Sibby:
- nr 1, Norrgård,
- nr 2, Södergård och
- nr 3 Östergård.

I mitten på 1800-talet var Östergård kluvet i två gårdar.

### Delvik
Längst i öster på Sibbys marker finns en mindre bosättning vid viken Delvik. Den förste som slog sig ner där var Isak Hamberg (1724–1794). Han hade varit kronobåtsman i Mångstekta, men erhållit avsked redan i trettioårsåldern på grund av fallandesjuka (epilepsi). Sedan bodde han med familjen, hustru och många barn, som torpare vid Delvik. En lantmäterikarta över Sibby från 1777–1778 redovisar Dellviksgärdan, som Isak Hamberg ”av stenbackan instängt och uppbrukat till åker av grunder lösjord”, vilket  hade skett ”genom stort arbete”. Hans odlargärning består, men är numera trädgårdstomter.

### Befolkningsutveckling
| Befolkningsutvecklingen i Sibby 1970–2020 | Befolkningsutvecklingen i Sibby 1970–2020 | Befolkningsutvecklingen i Sibby 1970–2020 | Befolkningsutvecklingen i Sibby 1970–2020 | Befolkningsutvecklingen i Sibby 1970–2020 |
| ----------------------------------------- | ----------------------------------------- | ----------------------------------------- | ----------------------------------------- | ----------------------------------------- |
|                                           |                                           |                                           |                                           |                                           |
| År                                        |                                           |                                           | Folkmängd                                 |                                           |
| 1970                                      | 1970                                      |                                           | 43                                        |                                           |
| 1980                                      | 1980                                      |                                           | 47                                        |                                           |
| 1990                                      | 1990                                      |                                           | 36                                        |                                           |
| 2000                                      | 2000                                      |                                           | 37                                        |                                           |
| 2010                                      | 2010                                      |                                           | 34                                        |                                           |
| 2020                                      | 2020                                      |                                           | 22                                        |                                           |
|                                           |                                           |                                           |                                           |                                           |